# Adidas Fussballliebe
Adidas Fussballliebe — офіційний м'яч чемпіонату Європи з футболу 2024 року в Німеччині, розроблений компанією Adidas, а його назва походить від німецьких слів «Fussball» і «Liebe», що означає «любов до футболу». М'яч виготовлено зі 100 % переробленого поліестеру, а чорнило на водній основі виготовлено з біологічних матеріалів. Кожен шар м'яча містить кукурудзяні волокна, цукрову тростину, деревну масу та каучук
Це перший м'яч на чемпіонаті Європи, оснащений інерційним вимірювальним блоком. Ця ж технологія раніше була використана для м'яча Al Rihla, створеного для чемпіонату світу 2022 року. Вимірювальний блок знаходиться в невеликій пластиковій кульці, яка підвішена в центрі м'яча і передає записаний ним рух кульки відеоасистенту арбітра в реальному час.
М'яч був представлений публіці 15 листопада 2023 року на берлінському Олімпійському стадіоні у присутності Мануеля Ноєра та Філіпа Лама. Дизайн м’яча складається здебільшого з чорних трикутних візерунків із кольоровими краями, а також дуг і крапок. Візерунок призначений для відображення динаміки гри, тоді як кольори представляють різноманітність націй-учасниць і простоту гри у футбол. Також на м'ячі можна знайти назви і зображення усіх десяти стадіонів турніру.